# Fase de transición a la insurgencia armada de la guerra civil siria
La fase de transición a la insurgencia armada de la guerra civil siria duró desde finales de julio de 2011 hasta abril de 2012, y se asoció con el aumento de las milicias armadas en Siria y el inicio de la rebelión armada contra las autoridades de la República Árabe Siria. Aunque los incidentes de insurrección armada comenzaron en junio de 2011 cuando los rebeldes mataron a entre 120 y 140 miembros del personal de seguridad sirio, el inicio de la insurgencia organizada está típicamente marcado por la formación del Ejército Sirio Libre (FSA) el 29 de julio de 2011, cuando un grupo de oficiales desertores declaró el establecimiento de la primera fuerza militar de oposición organizada. Compuesto por personal de las Fuerzas Armadas Sirias desertoras, el ejército rebelde tuvo como objetivo expulsar a Bashar al-Assad y su gobierno del poder.
Este período de la guerra vio cómo el levantamiento civil inicial asumía muchas de las características de una guerra civil, según varios observadores externos, incluida la Comisión de Derechos Humanos de las Naciones Unidas, a medida que los elementos armados se organizaban mejor y comenzaban a realizar ataques exitosos.
La misión de monitoreo de la Liga Árabe, iniciada en diciembre de 2011, terminó en un fracaso en febrero de 2012, ya que el ejército sirio y los insurgentes continuaron luchando en todo el país y el gobierno sirio impidió que los observadores extranjeros recorrieran campos de batalla activos.
A principios de 2012, Kofi Annan actuó como representante especial conjunto de la ONU y la Liga Árabe para Siria. Su plan de paz preveía un alto el fuego, pero incluso mientras se llevaban a cabo las negociaciones, los rebeldes y el ejército sirio continuaron luchando incluso después del plan de paz.: 11 El alto al fuego respaldado por las Naciones Unidas fue negociado a mediados de abril de 2012.

## Contexto
La Fase de insurrección civil de la Guerra Civil Siria fue una etapa temprana de las protestas, con una reacción violenta por parte de las autoridades de la República Árabe Siria, que duró desde marzo hasta el 28 de julio de 2011. El levantamiento, que inicialmente exigía reformas democráticas, se desarrolló a partir de protestas inicialmente menores, en enero de 2011 y se transformó en protestas masivas en marzo.
El levantamiento estuvo marcado por las masivas manifestaciones de oposición contra el gobierno de Bashar al-Assad, contra la policía y la violencia militar, los arrestos y la represión, lo que resultó en cientos de víctimas y miles de heridos.  
A pesar de los intentos del gobierno de pacificar las protestas con represión y uso de la censura por un lado y concesiones por el otro, a fines de abril, se hizo evidente que la situación se estaba escapando de su control y el gobierno sirio desplegó numerosas tropas.
La fase de levantamiento civil creó la plataforma para el surgimiento de movimientos armados y deserciones del Ejército sirio, que gradualmente transformaron el conflicto de un levantamiento civil a una rebelión armada, y más tarde una guerra civil a gran escala. El rebelde Ejército Sirio Libre fue creado el 29 de julio de 2011, marcando la transición a la insurgencia armada.

## Línea de tiempo de la insurgencia
Durante la operación Jisr ash-Shugur (junio de 2011), el ejército sirio afirmó haber comenzado una ofensiva contra los terroristas entre el 4 de junio y el 12 de junio, que dejó entre 120 y 140 miembros del personal de seguridad muertos.

### Formación de las FSA (julio-noviembre de 2011)
El 29 de julio de 2011, siete oficiales desertores de las Fuerzas Armadas sirias formaron el Ejército Sirio Libre (FSA), originalmente compuesto por oficiales y soldados desertores, con el objetivo de "tumbar a este gobierno (el gobierno de Assad)" con fuerzas de oposición unidas. El 31 de julio, una represión en todo el país apodada "Masacre de Ramadán" resultó en la muerte de al menos 142 personas y cientos de lesiones.. El 23 de agosto, se formó una coalición de grupos antigubernamentales llamado Consejo Nacional Sirio. El consejo, con sede en Turquía, intentó organizar la oposición. Sin embargo, la oposición, incluida la FSA, siguió siendo una colección desordenada de grupos políticos, exiliados de larga data, organizadores de base y militantes armados divididos en líneas ideológicas, étnicas y/o sectarias.

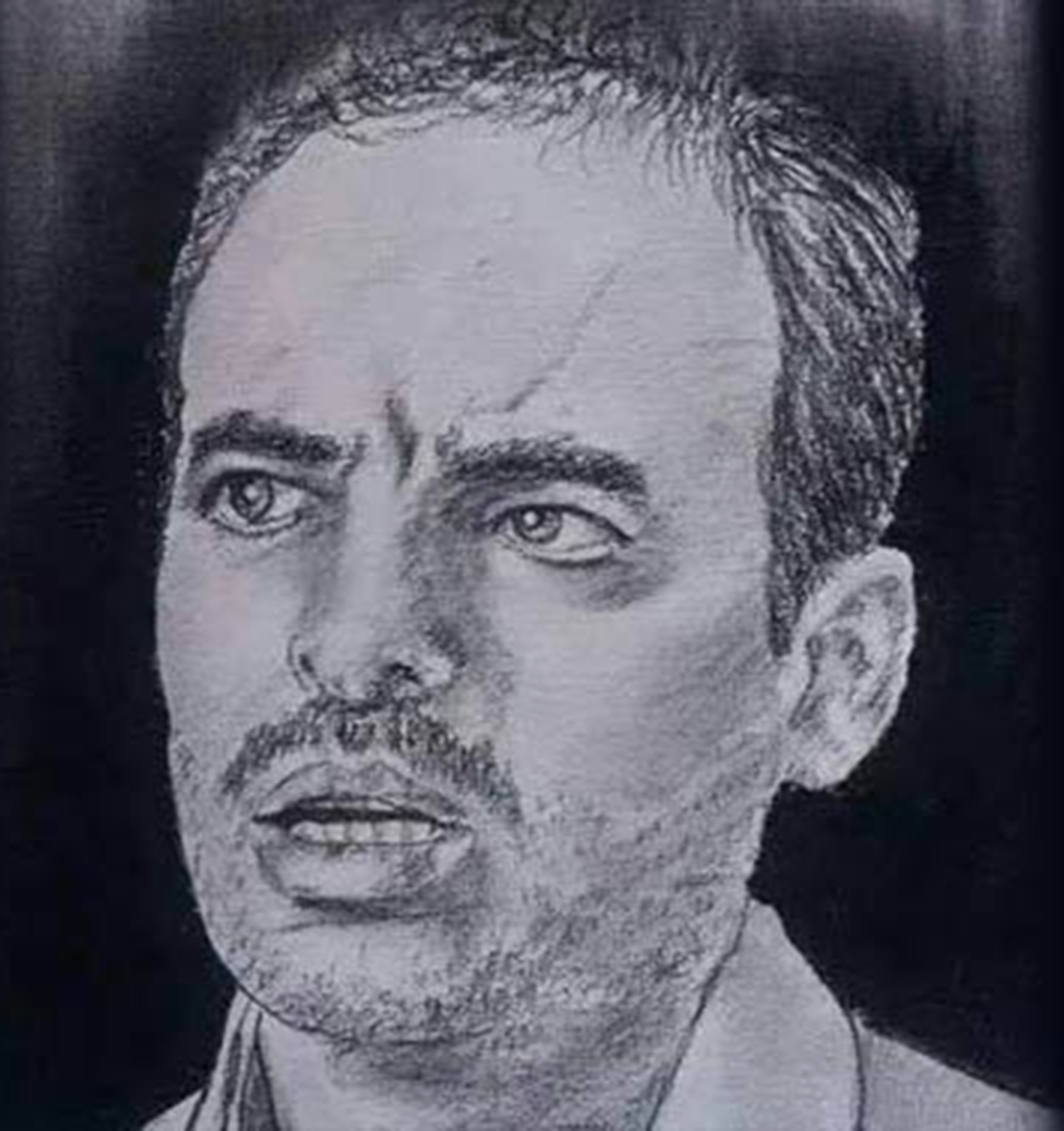
Lt. Col. Hussein Harmoush, fundador del Movimiento de Agentes Libre de Siria. Harmoush fue capturado por fuerzas del gobierno en agosto de 2011.

Durante agosto de 2011, las fuerzas gubernamentales atacaron los principales centros urbanos y las regiones periféricas. El 14 de agosto, el Sitio de Latakia se desarrolló con la intervención del ejército y la armada. Las celebraciones de Eid ul-Fitr, que comenzaron a fines de agosto, fueron silenciadas luego de choques en Homs, Daraa y los suburbios de Damasco.
En septiembre de 2011, los rebeldes sirios emprendieron una activa campaña de insurgencia en muchas partes de Siria. Una gran confrontación entre la FSA y las Fuerzas Armadas de Siria ocurrió en Al-Rastan. Desde el 27 de septiembre hasta el 1 de octubre, las fuerzas del gobierno sirio, respaldadas por tanques y helicópteros, lideraron una ofensiva para expulsar a los desertores del ejército. La Primera batalla de Rastán entre las fuerzas gubernamentales y la FSA fue la acción más larga e intensa hasta ese momento. Después de una semana, la FSA se vio obligada a retirarse de Rastan. . Para evitar las fuerzas gubernamentales, el líder de la FSA, el coronel Riad Asaad, se huyó a Turquía. Muchos de los rebeldes huyeron a la cercana ciudad de Homs.
En octubre de 2011, la FSA comenzó a recibir apoyo activo del gobierno turco, que le permitió al ejército rebelde operar su comando y cuartel general desde la provincia de Hatay, en el sur del país, cerca de la frontera con Siria, y su comando de campo desde el interior de Siria.
En octubre de 2011, se informaban regularmente los enfrentamientos entre el gobierno y las unidades del ejército que habían desertado. Durante la primera semana del mes, se registraron enfrentamientos sostenidos en Jabal al-Zawiya, en las montañas de la gobernación de Idlib. Los rebeldes sirios también capturaron la mayor parte de la ciudad de Idlib. A mediados de octubre, los enfrentamientos en la gobernación de Idlib incluyeron las ciudades de Binnish y Hass en la gobernación cerca de la cordillera de Jabal al-Zawiya.  A fines de octubre, se produjeron enfrentamientos en la ciudad noroccidental de Maarrat al-Nu'man entre fuerzas gubernamentales y soldados desertores, y cerca de la frontera con Turquía, donde 10 agentes de seguridad y un desertor murieron en una emboscada en un autobús. No estaba claro si los desertores vinculados a estos incidentes estaban conectados a la FSA.
Según los desertores, en 2011 el gobierno sirio liberó intencionalmente a militantes islamistas encarcelados y les proporcionó armas "para convertirse en la opción menos mala para la comunidad internacional", aunque estas afirmaciones no pudieron verificarse de manera independiente.  El 19 de octubre de 2011, los medios de comunicación estadounidenses informaron que "grandes multitudes de sirios se manifestaron en la ciudad norteña de Alepo en apoyo al gobierno del presidente Bashar al-Assad". El gobierno sirio estimó más de un millón de manifestantes a favor del gobierno, mientras que otros estimaron que las multitudes eran al menos "decenas de miles de tamaño comparable a un mitin a favor del gobierno "una semana antes en Damasco".

### Escalada (noviembre de 2011 - abril de 2012)
A principios de noviembre de 2011, los enfrentamientos entre la FSA y las fuerzas de seguridad en Homs se intensificaron a medida que continuaba el asedio. Después de seis días de bombardeos, el ejército sirio asaltó la ciudad el 8 de noviembre, lo que condujo a intensos combates callejeros en varios barrios. La resistencia en Homs fue significativamente mayor que la observada en otros pueblos y ciudades, por lo que, los insurgentes llamaban la ciudad como la "Capital de la Revolución". A diferencia de los eventos en Deraa y Hama, las operaciones en Homs no lograron sofocar los disturbios.
Noviembre y diciembre de 2011 experimentaron un aumento de los ataques rebeldes, ya que las fuerzas insurgentes crecieron en número. En los dos meses, la FSA lanzó ataques mortales contra un complejo de inteligencia de la fuerza aérea en Harasta, la sede juvenil de la Rama Regional Siria de Ba'ath en la Gobernación de Idlib y Damasco, una base aérea en la Gobernación de Homs y un edificio de inteligencia en Idlib.  El 15 de diciembre, milicianos emboscaron puestos de control y bases militares alrededor de Daraa, matando a 27 soldados. La oposición sufrió un revés importante el 19 de diciembre, cuando una defección fallida en la gobernación de Idlib llevó a 72 desertores muertos..
En diciembre de 2011, The American Conservative citó al exespecialista antiterrorista y oficial de inteligencia militar de la CIA, Philip Giraldi, que afirmó: "aviones de guerra de la OTAN que ya no están marcados están llegando a las bases militares turcas cerca de la frontera con Siria, entregando armas de los arsenales del fallecido Muammar Gaddafi y voluntarios. del Consejo Nacional de Transición de Libia, que tiene experiencia en enfrentar a voluntarios locales contra soldados entrenados "y que además, "entrenadores de fuerzas especiales franceses y británicos están en el terreno, asistiendo a los rebeldes sirios, mientras que la CIA y las Operaciones especiales se encuentran para ayudar a la causa rebelde ". Giraldi dijo que "los analistas de la CIA son escépticos con respecto a la marcha a la guerra" por razones que incluyen que "el citado informe de la ONU de que los soldados de Assad han matado a más de 3.500 civiles se basa principalmente en fuentes rebeldes y no está corroborado" al tiempo que advierte que "los estadounidenses deberían preocuparse por lo que está sucediendo en Siria... amenaza con convertirse en otra guerra no declarada como Libia, pero mucho, mucho peor."

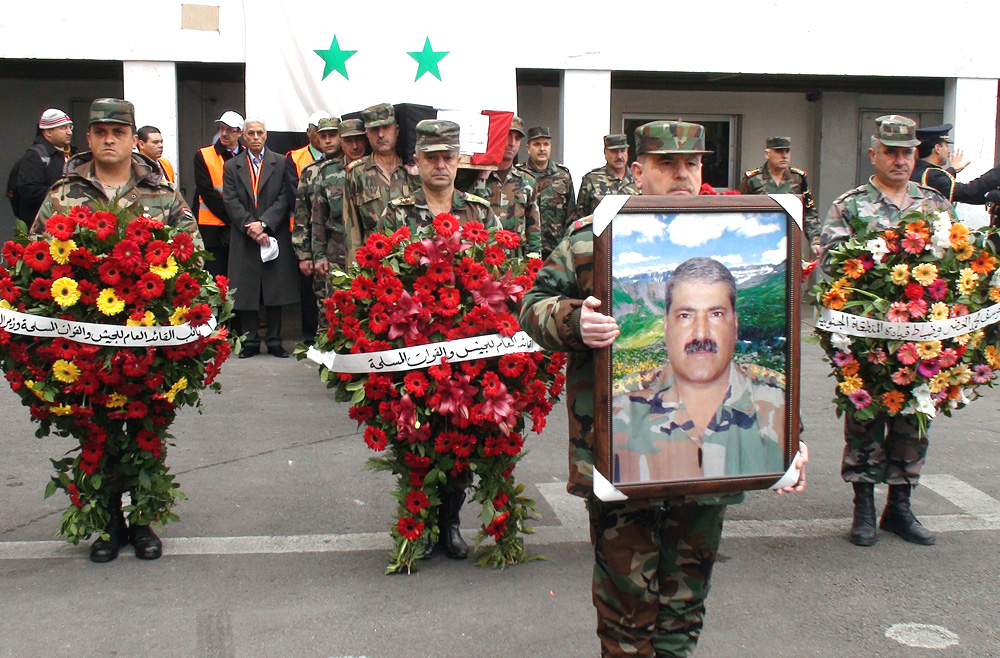
La procesión de funeral de General sirio Mohammed al-Awwad quién fue asesinado en Damasco en enero de 2012

En enero de 2012, el ejército al verse desbordado comenzó a usar operaciones de artillería a gran escala contra la insurgencia. Para entonces, las protestas diarias habían disminuido, eclipsadas por la propagación del conflicto armado. En enero se intensificaron los enfrentamientos en los suburbios de Damasco, y el uso del ejército sirio de tanques y artillería se hizo común. Los combates en Zabadani comenzaron el 7 de enero cuando el ejército sirio asaltó la ciudad en un intento de erradicar la presencia de la FSA. Después de que la primera fase de la batalla terminó con un alto el fuego el 18 de enero, dejando a la FSA en control de la ciudad, la FSA lanzó una ofensiva contra la cercana Duma. Los combates en la ciudad duraron del 21 al 30 de enero, antes de que los rebeldes se vieran obligados a retirarse como resultado de una contraofensiva del ejército. Aunque el ejército sirio logró recuperar la mayoría de los suburbios, continuó una lucha esporádica. Los combates estallaron en Rastan nuevamente el 29 de enero. Las fuerzas insurgentes obtuvieron el control completo de la ciudad y los suburbios circundantes el 5 de febrero.
El 3 de febrero, el ejército sirio lanzó una gran ofensiva en Homs para recuperar los barrios controlados por los rebeldes. A principios de marzo, después de semanas de bombardeos de artillería y fuertes combates callejeros, el ejército sirio finalmente capturó el distrito de Baba Amr. A fines de marzo, el ejército sirio retomó el control de media docena de distritos, dejándolos con el control del 70 por ciento de la ciudad. Para el 14 de marzo, las tropas sirias expulsaron con éxito a los insurgentes de la ciudad de Idlib después de días de enfrentamientos. A principios de abril, el número estimado de muertes del conflicto, llegó a 10.000. En abril de 2012, el ejército comenzó a emplear helicópteros de ataque contra las fuerzas rebeldes.
A principios de 2012, Kofi Annan actuó como representante especial conjunto de la ONU y la Liga Árabe para Siria. Su plan de paz preveía un alto el fuego, pero incluso mientras se llevaban a cabo las negociaciones, los rebeldes y el ejército sirio continuaron luchando incluso después del plan de paz.: 11 

## Consecuencias
El alto el fuego respaldado por las Naciones Unidas fue mediado por el enviado especial Kofi Annan y se declaró en abril de 2012, pero finalmente tuvo un destino similar, con movimientos de pacificadores de la ONU desarmados fuertemente controlados por el gobierno y los combates. A principios de junio de 2012, la guerra civil entró en su fase más violenta, con combates que se extendieron por todo el país y el número de víctimas sin precedentes.